# Wilmot (Ohio)
Pour les articles homonymes, voir Wilmot.
La ville américaine de Wilmot est située dans le comté de Stark, dans l’État de l’Ohio. Lors du recensement de 2010, sa population s’élevait à 304 habitants.
La localité s’est d’abord appelée Milton.

## Source
- (en) Cet article est partiellement ou en totalité issu de l’article de Wikipédia en anglais intitulé « Wilmot, Ohio » (voir la liste des auteurs).